# Longitarsus ferrugineus
Longitarsus ferrugineus  (лат.) — вид листоедов (Chrysomelidae) из подсемейства козявок (Galerucinae). Распространён в Западной и Центральной Европе, а также в Северной Африке. Взрослые жуки и их личинки питаются листьями мяты (Mentha) (род растений из семейства яснотковых (Lamiaceae)).